# Path MTU Discovery
Path MTU Discovery (PMTUD) é uma técnica padronizada em redes de computadores para determinar o tamanho máximo da unidade de transmissão (MTU) no caminho de rede entre dois hosts IP (Internet Protocol), geralmente com o objetivo de evitar a fragmentação de IP. O PMTUD foi originalmente destinado a roteadores no protocolo IP versão 4 (IPv4). Entretanto, todo sistema operacional moderno utiliza endpoints. No IPv6, esta função tem sido bem explicitamente delegada aos endpoints da sessão da comunicação.